# Plantago ovata
La Plantago ovata è una pianta erbacea officinale nativa dell'Asia occidentale e meridionale.
È una fonte di bucce di semi di psyllium, usati come fibra alimentare.

## Altri nomi
Plantago brunnea, Plantago decumbens, Plantago fastigiata, Plantago gooddingii, Plantago insularis, Plantago ispaghula, Plantago minima